# Karlskronahem

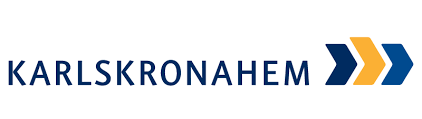
Karlskronahems logotyp

Karlskronahem är ett kommunalt fastighetsbolag med fastighetsbestånd i Karlskrona. Bolaget äger främst hyresfastigheter. Ett annat kommunalt fastighetsbolag i Karlskrona är Kruthusen, som äger många offentliga lokaler. Det har under 2007 funnits planer på att omvandla bolaget till en kommunal förvaltning, detta av ekonomiska skäl.